# Châteaufort (Yvelines)
Châteaufort is een gemeente in het Franse departement Yvelines (regio Île-de-France) en telt 1453 inwoners (1999). De plaats maakt deel uit van het arrondissement Versailles.

## Geografie
De oppervlakte van Châteaufort bedraagt 4,9 km², de bevolkingsdichtheid is 296,5 inwoners per km².
De onderstaande kaart toont de ligging van Châteaufort (Yvelines) met de belangrijkste infrastructuur en aangrenzende gemeenten.

## Demografie
Onderstaande figuur toont het verloop van het inwonertal (bron: INSEE-tellingen).